# جوزيف بافو
جوزيف بافو (بالسويدية: Joseph Baffo) مواليد 7 نوفمبر 1992 في أكرا، هو لاعب كرة قدم سويدي يلعب مع آينتراخت براونشفايغ كمدافع. مثّل منتخب السويد لكرة القدم.

## المسيرة الاحترافية

### أندية لعب لها
- نادي هلسينغبورغ
- آينتراخت براونشفايغ

## روابط خارجية
- جوزيف بافو على موقع الاتحاد الأوربي (الإنجليزية)
- جوزيف بافو على موقع اتحاد السويد (السويدية)
- جوزيف بافو على موقع قاعدة بيانات كرة القدم.إي يو (الإنجليزية)
- جوزيف بافو على موقع Soccerway.com (الإنجليزية)
- جوزيف بافو على موقع عالم كرة القدم.نت (الإنجليزية)
- جوزيف بافو على موقع EliteProspects.com (الإنجليزية)
- جوزيف بافو على موقع AS.com (الإسبانية)